# 刘备寨乡
刘备寨乡，是中华人民共和国河北省唐山市遵化市下辖的一个乡镇级行政单位。

## 行政区划
刘备寨乡下辖以下地区：
刘备寨村、平安庄村、泉水头村、城子村、东杨家庄村、前马各庄村、南张庄子村、牛角峪村、安各寨村、上庄屯村、平台村、山头庄村、刘南山村、佛来峪村、科道屯村、宫里村、常各庄村、柴王店村和水峪村。